# Nekton
Nekton je soubor tvorů žijících ve vodním prostředí, který se (na rozdíl od planktonu) aktivně pohybuje. Jedná se například o druhy volně se pohybujících ryb, některé hlavonožce a další zástupce vodní fauny. Z tohoto souboru je často vyjímán bentos, tedy tvorové obývající vodní dno.